# 格洛克23手槍
格洛克23（Glock 23）是一款由奧地利槍械製造商格洛克（Glock）公司所設計及生產的手枪，是格洛克19的.40 S&W口徑版本，標凖彈匣為13發。

## 設計
格洛克23發射.40 S&W彈藥，裝有改良過的套筒及套筒導軌，對應.40 S&W的槍管，外型與格洛克19非常相似。
格洛克23經歷了四次修改版本，最新的版本稱為第四代格洛克23（英語：4th generation Glock 23）。第四代會在套筒上型號位置加上“Gen4”以玆識別。
2010年开始，新推出的格洛克23為了大大提高人機工效，採用了新紋理，握把由粗糙表面改凹陷表面，而握把略為縮小，亦且由過往不能更換改為可以更換握把片（分別是中形和大形，亦可以不裝上握把片直接使用），以調整握把尺寸，更適合不同的手形。套筒內部的復進簧改為雙復進簧式設計，大大降低了後坐力和提高了全槍的壽命。為了適應雙復進簧式設計，套筒下的聚合物槍身前端部分較前一代格洛克23略為加寬。亦會有經改進的彈匣設計，以便左右手皆可以直接按下加大化的彈匣卡榫以更換彈匣，亦可以與舊式彈匣共用，但只可以右手按下彈匣卡榫以更換彈匣。
2020年11月，格洛克23升級為第五代版本，並推出MOS型。

## 採用
格洛克23是美國境內最受民間及執法部門喜愛的手槍之一，而格洛克也藉著格洛克22和23成為第一間成功打敗史密斯威爾森在市場的位置的公司（1990年計算）。

## 使用國
- - 多個地方警察單位和執法機構
- 加拿大
  - 多個地方警察單位
- 泰國
  - 泰國武裝部隊
- 美国
  - 聯邦調查局
  - 美國法警局
  - 美國緝毒局
  - 美國國會警察
  - 美國農業部
  - 美國國防部
  - 美國魚類及野生動物保護局
  - 美國國稅局刑事調查部（英语：IRS Criminal Investigation Division）
  - 美國緩刑和審前服務處（英语：U.S. Probation and Pretrial Services System）
  - 多個地方警察單位

## 衍生型

### 格洛克23C
格洛克23C和格洛克23的主要分別是23C裝有槍口補償裝置（Compensated），在槍管頂部開兩個橢圓形的孔以利用射擊時排出氣體抑制槍口方向。

### 格洛克23RTF2
格洛克23RTF2（英語：Glock 23 RTF2；RTF2，意為：粗糙槍身2型）是格洛克23的表面修改版本。採用了新紋理，握把由粗糙表面改為凹陷表面，和將套筒後方的花紋會由直線改為彎線。

### 格洛克23 MOS
格洛克23 MOS加入了模組化光學瞄準鏡系統（英語：Modular Optic System），在2020年11月推出第五代版本。

## 圖集

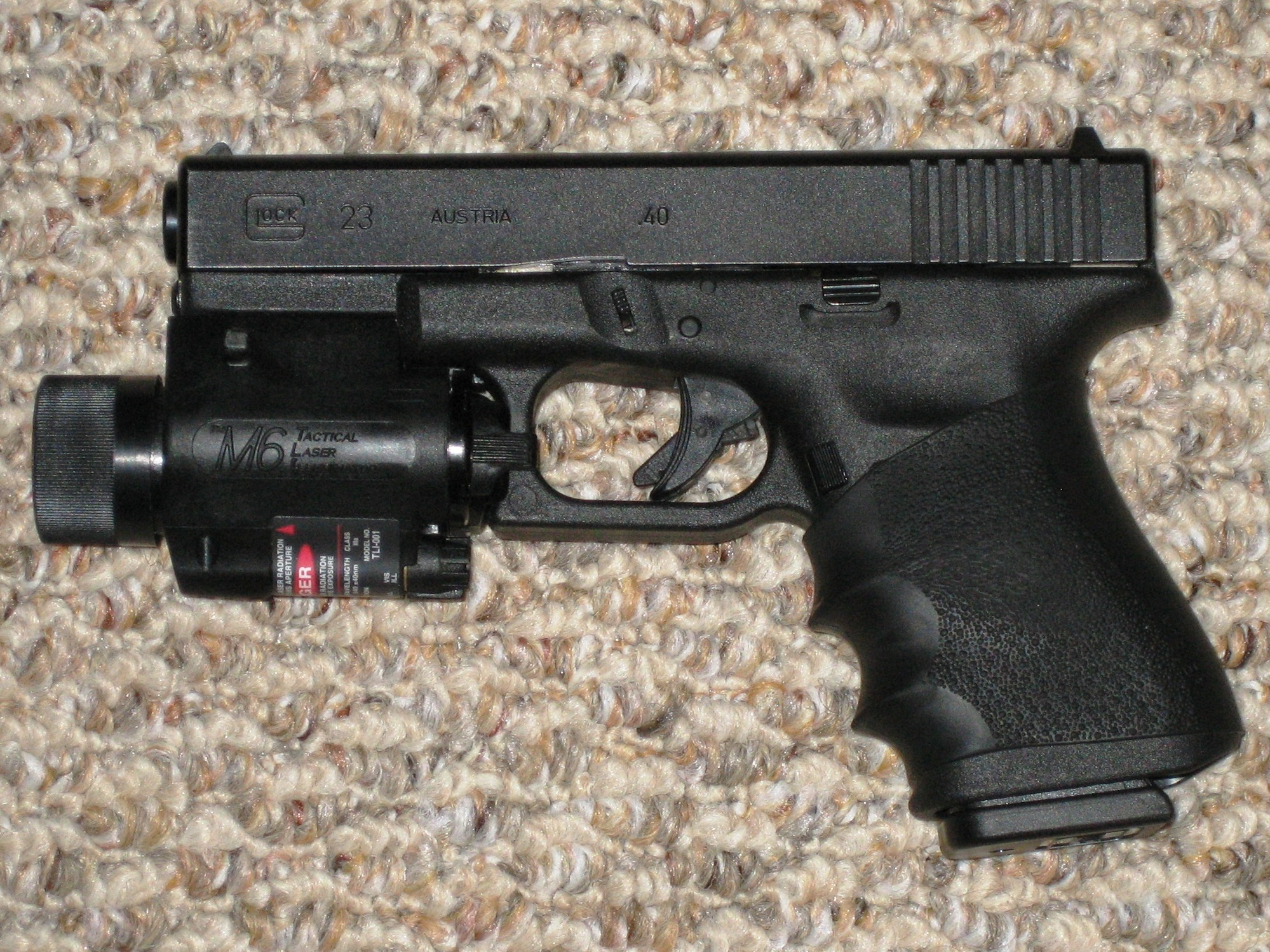
裝上了戰術燈及雷射模組的格洛克23。
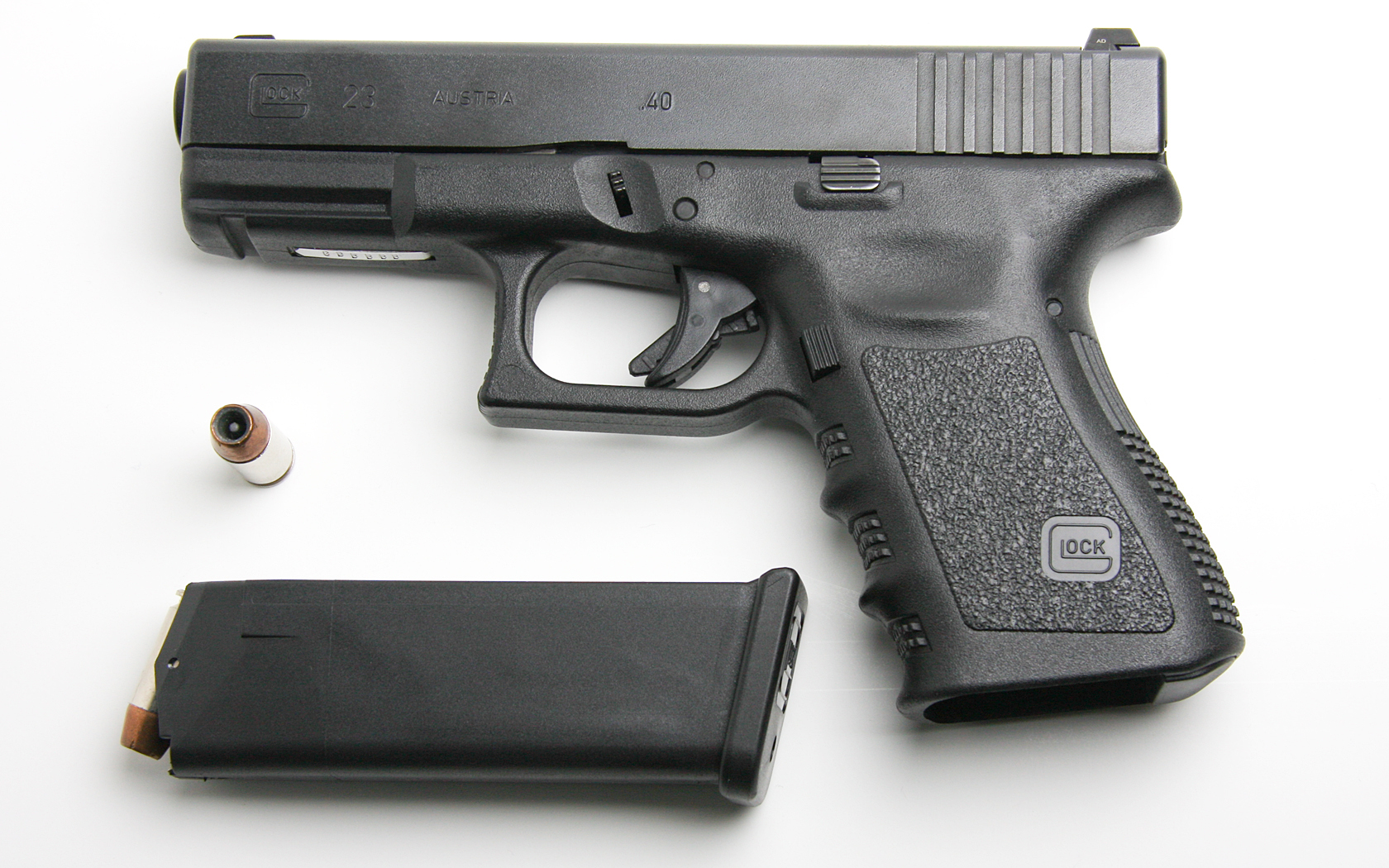
格洛克23及其彈匣。
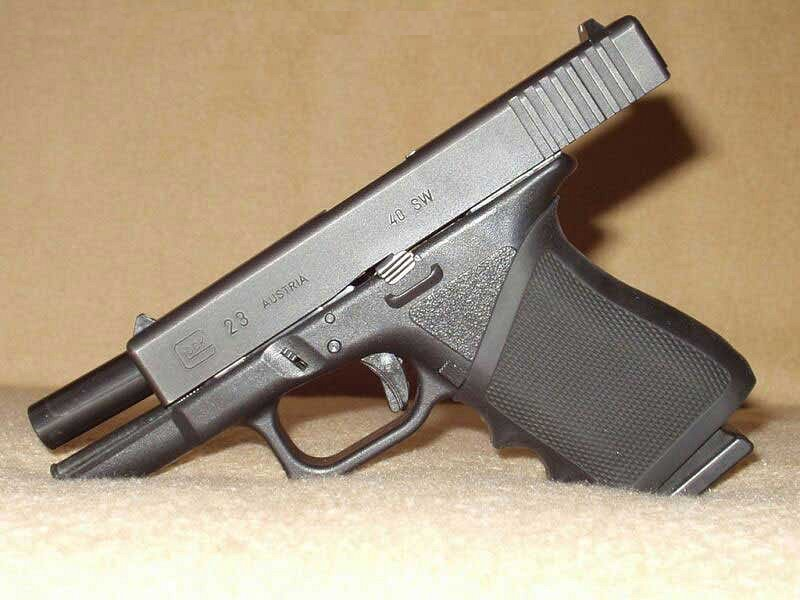
第二代格洛克23。該槍的握把加上手指凹槽護套。
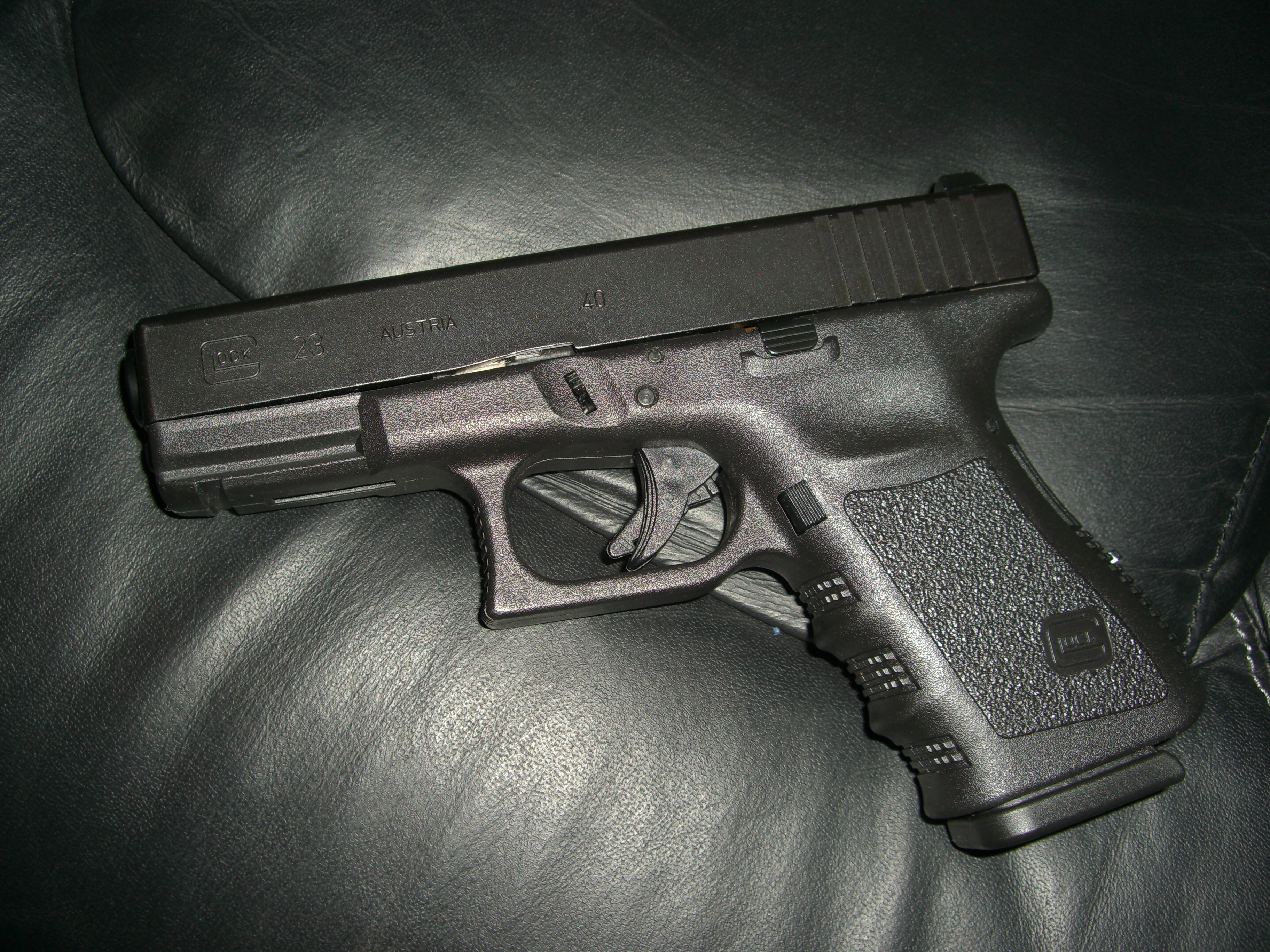

## 資料來源
1. ↑  Glock.com的格洛克23技術資料 的存檔，存档日期2008-12-22.
2. ↑  .   [2011-01-23]. （原始内容存档于2016-03-05）.

## 延伸閱讀
- Boatman, Robert H. . Boulder, Col.: Paladin Press. 2002. ISBN 1581603401.
- Kasler, Peter Alan. . Boulder, Col.: Paladin Press. 1992. ISBN 9780873646499. OCLC 26280979.
- Kokalis, Peter. . Boulder, Col.: Paladin Press. 2001. ISBN 9781581601220.
- Sweeney, Patrick. . Iola, WI: Krause Publications. 2003. ISBN 0873495586.
- Taylor, Robin.  2nd. Bellingham, WA: Taylor Press. 2005. ISBN 0966251741.
- Woźniak, Ryszard. . Warsaw, Poland: Bellona. 2001. ISBN 83-11-09310-5 （波兰语）.

## 外部連結
- （英文）—格洛克官方主頁
- （英文）—The Firearm Blog—Police Department Guns’ “actually fall apart” （页面存档备份，存于）
- （英文）—Tactical-Life.com—
  - 23 GEN4 .40
  - GLOCK Flat Dark Earth （页面存档备份，存于）
  - 3 Glocks Used by U.S. Department of Justice Agencies （页面存档备份，存于）
  - Glocks Galore: The Ultimate Glock Buyer’s Guide （页面存档备份，存于）
- （英文）—LipseysGuns.com—
  - GLOCK 23 Gen 3 Flat Dark Earth
  - GLOCK 23 Gen 4 Flat Dark Earth
  - GLOCK 23 Gen 3 FDE w/ Cerakote Slide 40 S&W
- （英文）—Military, Security and Civilian Guns and Equipment—Glock 23 （页面存档备份，存于）
- （简体中文）—D Boy Gun World（GLOCK 23） （页面存档备份，存于）